# نادي خنرال دياز
نادي خنرال دياز (بالإسبانية:General Díaz Football Club) هو نادي لكرة القدم من مدينة لوكي في باراغواي ويلعب في الدوري الباراغواياني لكرة القدم منذ سنة 2013.
تأسس النادي في 22 نوفمبر 1917، تكريما للجنرال خوسيه إدوفيجيس دياز(بالإنجليزية).، الذي قاتل في حرب حرب الباراغواي.